# Olympische Sommerspiele 1980/Leichtathletik – 100 m (Männer)

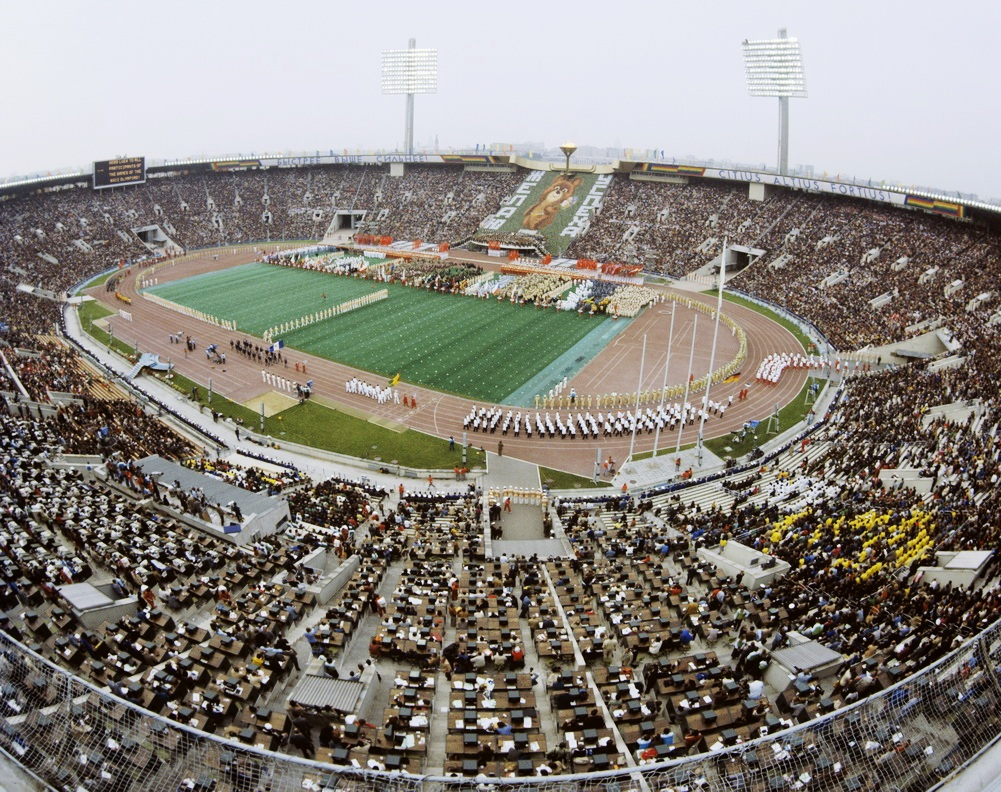
Das Luschniki-Stadion während der Eröffnungsfeier dieser Spiele

Der 100-Meter-Lauf der Männer bei den Olympischen Spielen 1980 in Moskau wurde am 24. und 25. Juli 1980 im Olympiastadion Luschniki ausgetragen. 65 Athleten nahmen teil.
Olympiasieger wurde der Brite Allan Wells. Er gewann vor dem Kubaner Silvio Leonard und dem Bulgaren Petar Petrow.
Die DDR wurde durch Klaus-Dieter Kurrat, Eugen Ray und Sören Schlegel vertreten. Kurrat und Schlegel schieden im Viertelfinale aus, Ray im Halbfinale.

Läufer aus der Schweiz, Österreich und Liechtenstein nahmen nicht teil. Athleten aus der Bundesrepublik Deutschland waren wegen des Olympiaboykotts ebenfalls nicht dabei.

## Bestehende Rekorde
| Weltrekord         | 9,95 s | Jim Hines ( USA) | Finale OS Mexiko-Stadt, Mexiko | 14. Oktober 1968 |
| Olympischer Rekord | 9,95 s | Jim Hines ( USA) | Finale OS Mexiko-Stadt, Mexiko | 14. Oktober 1968 |

Der bestehende olympische Rekord, gleichzeitig Weltrekord, wurde bei diesen Spielen nicht erreicht. Im schnellsten Rennen, dem ersten Viertelfinale, verfehlte der spätere Olympiasieger Allan Wells diesen Rekord bei einem Rückenwind von 1,31 m/s um 0,16 Sekunden.

## Durchführung des Wettbewerbs
Die Athleten traten am 24. Juli zu neun Vorläufen an. Die jeweils drei Laufbesten – hellblau unterlegt – sowie die nachfolgend fünf Zeitschnellsten – hellgrün unterlegt – kamen ins Viertelfinale am selben Tag. Daraus qualifizierten sich die jeweils vier Laufbesten – wiederum hellblau unterlegt – für das Halbfinale am 25. Juli, aus dem die jeweils vier Laubesten – hellblau unterlegt – das Finale erreichten, das am selben Tag stattfand.

## Zeitplan
24. Juli, 11:40 Uhr: Vorläufe

24. Juli, 20:25 Uhr: Viertelfinale

25. Juli, 18:00 Uhr: Halbfinale

25. Juli, 20:15 Uhr: Finale
Anmerkung:
Alle Zeiten sind in Ortszeit Moskau (UTC+3) angegeben.

## Vorrunde
Datum: 24. Juli 1980, ab 11:40 Uhr

### Vorlauf 1
Wind: −0,04 m/s
Marc Larose war der erste Leichtathlet der Seychellen, der bei Olympischen Spielen an den Start ging.
| Platz | Name                   | Nation              | Zeit    |
| ----- | ---------------------- | ------------------- | ------- |
| 1     | Silvio Leonard         | Kuba                | 10,33 s |
| 2     | Peter Okodogbe         | Nigeria             | 10,39 s |
| 3     | Christopher Brathwaite | Trinidad und Tobago | 10,44 s |
| 4     | Klaus-Dieter Kurrat    | DDR                 | 10,53 s |
| 5     | Charles Kachenjela     | Sambia              | 11,03 s |
| 6     | John Carew             | Sierra Leone        | 11,11 s |
| 7     | Marc Larose            | Seychellen          | 11,27 s |

### Vorlauf 2
Wind: −0,23 m/s
Ilídio Coelho war der erste Leichtathlet aus Angola, der an Olympischen Spielen teilnahm.
| Platz | Name              | Nation      | Zeit    |
| ----- | ----------------- | ----------- | ------- |
| 1     | Petar Petrow      | Bulgarien   | 10,32 s |
| 2     | Wladimir Murawjow | Sowjetunion | 10,37 s |
| 3     | Osvaldo Lara      | Kuba        | 10,39 s |
| 4     | Antoine Richard   | Frankreich  | 10,51 s |
| 5     | Pascal Aho        | Benin       | 11,01 s |
| 6     | Joseph Letseka    | Lesotho     | 11,21 s |
| 7     | Ilídio Coelho     | Angola      | 11,42 s |
| 8     | Besha Tuffa       | Äthiopien   | 11,55 s |

### Vorlauf 3

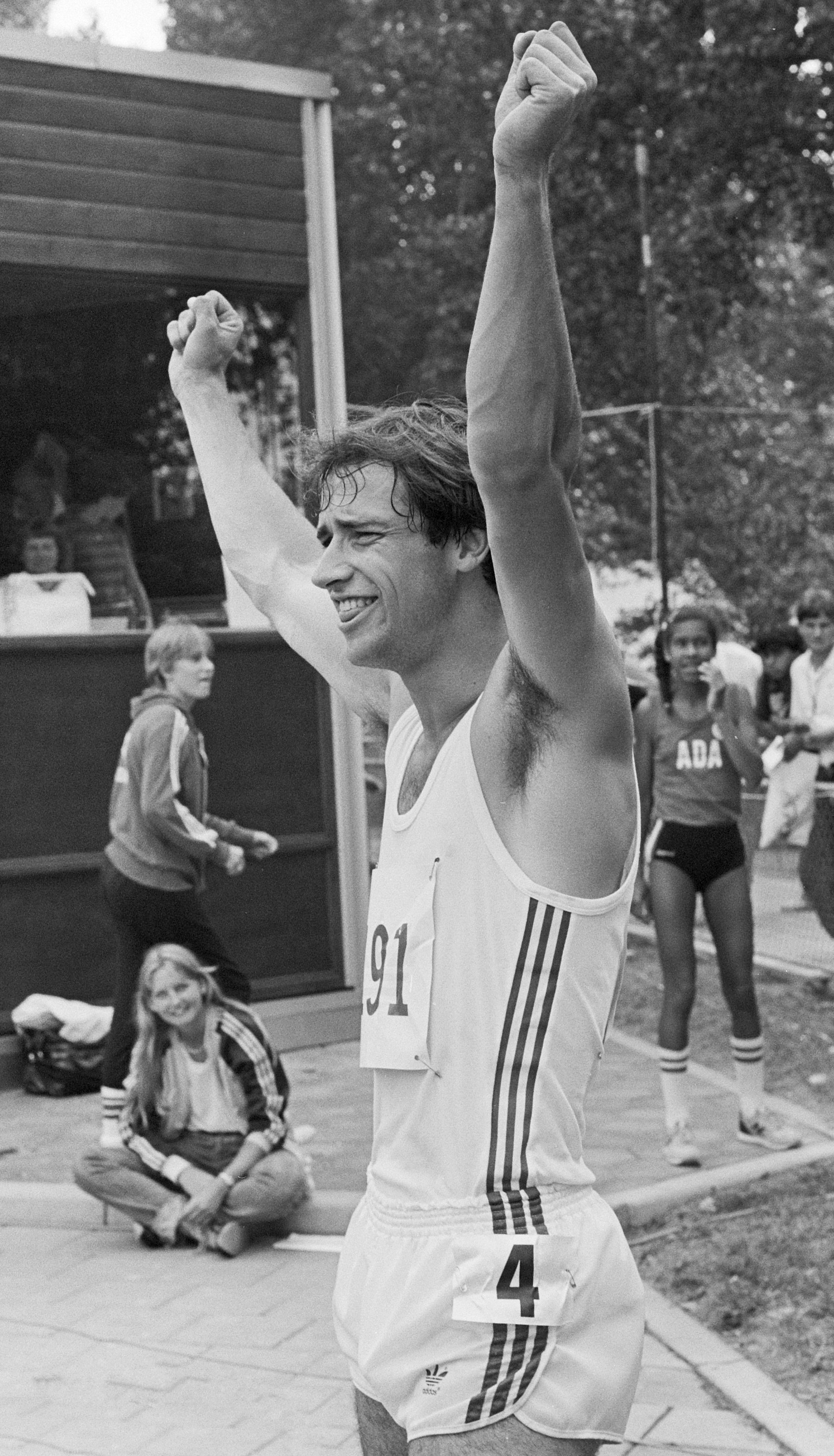
Mario Westbroek – ausgeschieden als Sechster des dritten Vorlaufs

Wind: −0,12 m/s
| Platz | Name                | Nation         | Zeit    |
| ----- | ------------------- | -------------- | ------- |
| 1     | Allan Wells         | Großbritannien | 10,35 s |
| 2     | Donald Quarrie      | Jamaika        | 10,37 s |
| 3     | Krzysztof Zwoliński | Polen          | 10,60 s |
| 4     | Iwajlo Karanjotow   | Bulgarien      | 10,66 s |
| 5     | István Tatár        | Ungarn         | 10,69 s |
| 6     | Mario Westbroek     | Niederlande    | 10,91 s |
| 7     | Oddur Sigurðsson    | Island         | 10,94 s |

### Vorlauf 4
Wind: +0,04 m/s
Eduardo Costa aus Mosambik und Soutsakhone Somninhom aus Laos waren die ersten Leichtathleten ihrer Länder, die an Olympischen Spielen teilnahmen.
| Platz | Name                  | Nation       | Zeit    |
| ----- | --------------------- | ------------ | ------- |
| 1     | Pietro Mennea         | Italien      | 10,56 s |
| 2     | Lambros Kefalas       | Griechenland | 10,70 s |
| 3     | Katsuhiko Nakaya      | Brasilien    | 10,72 s |
| 4     | Momar N'Dao           | Senegal      | 10,73 s |
| 5     | Eduardo Costa         | Mosambik     | 11,02 s |
| 6     | Lucien Josiah         | Botswana     | 11,15 s |
| 7     | Soutsakhone Somninhom | Laos         | 11,69 s |

### Vorlauf 5
Wind: +0,88 m/s
| Platz | Name            | Nation                  | Zeit    |
| ----- | --------------- | ----------------------- | ------- |
| 1     | Eugen Ray       | DDR                     | 10,38 s |
| 2     | Hasely Crawford | Trinidad und Tobago     | 10,42 s |
| 3     | Drew McMaster   | Großbritannien          | 10,43 s |
| 4     | Gerardo Suero   | Dominikanische Republik | 10,53 s |
| 5     | Roland Dagher   | Libanon                 | 11,01 s |
| 6     | Sheku Boima     | Sierra Leone            | 11,08 s |
| 7     | Raghu Raj Onta  | Nepal                   | 11,61 s |

### Vorlauf 6
Wind: −0,14 m/s
Paul Haba war der erste Leichtathlet aus Guinea, der an Olympischen Spielen teilnahm.
| Platz | Name                   | Nation              | Zeit    |
| ----- | ---------------------- | ------------------- | ------- |
| 1     | James Gilkes           | Guyana              | 10,34 s |
| 2     | Cameron Sharp          | Großbritannien      | 10,38 s |
| 3     | Théophile Nkounkou     | Volksrepublik Kongo | 10,53 s |
| 4     | István Nagy            | Ungarn              | 10,68 s |
| 5     | David Lukuba           | Tansania            | 10,74 s |
| 6     | Paul Haba              | Guinea              | 11,19 s |
| 7     | Abdul Majeed al-Mosawi | Kuwait              | 11,28 s |

### Vorlauf 7
Wind: +0,43 m/s
| Platz | Name              | Nation       | Zeit    |
| ----- | ----------------- | ------------ | ------- |
| 1     | Alexander Aksinin | Sowjetunion  | 10,26 s |
| 2     | Leszek Dunecki    | Polen        | 10,42 s |
| 3     | Nelson dos Santos | Brasilien    | 10,51 s |
| 4     | Hammed Adio       | Nigeria      | 10,58 s |
| 5     | Nabil Nahri       | Syrien       | 10,67 s |
| 6     | Mwalimu Ally      | Tansania     | 10,86 s |
| 7     | Rudolph George    | Sierra Leone | 11,37 s |

### Vorlauf 8
Wind: −0,02 m/s
| Platz | Name               | Nation              | Zeit    |
| ----- | ------------------ | ------------------- | ------- |
| 1     | Sören Schlegel     | DDR                 | 10,44 s |
| 2     | Hermann Panzo      | Frankreich          | 10,53 s |
| 3     | Tomás González     | Kuba                | 10,65 s |
| 4     | Antoine Kiakouama  | Volksrepublik Kongo | 10,69 s |
| 5     | Milton de Castro   | Brasilien           | 10,74 s |
| 6     | Boubacar Diallo    | Senegal             | 10,75 s |
| 7     | Adille Sumariwalla | Indien              | 11,04 s |

### Vorlauf 9
Wind: +0,26 m/s
| Platz | Name                | Nation              | Zeit    |
| ----- | ------------------- | ------------------- | ------- |
| 1     | Grégoire Illorson   | Kamerun             | 10,34 s |
| 2     | Marian Woronin      | Polen               | 10,35 s |
| 3     | Andrei Schljapnikow | Sowjetunion         | 10,43 s |
| 4     | Samson Oyeledun     | Nigeria             | 10,59 s |
| 5     | Francis Adams       | Trinidad und Tobago | 10,80 s |
| 6     | Peter Mwita         | Tansania            | 11,07 s |
| 7     | Salif Koné          | Mali                | 11,07 s |
| 8     | José Luis Elias     | Peru                | 13,66 s |

## Viertelfinale
Datum: 24. Juli 1980, ab 20:25 Uhr

### Lauf 1
Wind: +1,31 m/s
| Platz | Name              | Nation              | Zeit    |
| ----- | ----------------- | ------------------- | ------- |
| 1     | Allan Wells       | Großbritannien      | 10,11 s |
| 2     | Petar Petrow      | Bulgarien           | 10,13 s |
| 3     | Osvaldo Lara      | Kuba                | 10,21 s |
| 4     | Pietro Mennea     | Italien             | 10,27 s |
| 5     | Hasely Crawford   | Trinidad und Tobago | 10,28 s |
| 5     | Sören Schlegel    | DDR                 | 10,28 s |
| 7     | Nelson dos Santos | Brasilien           | 10,45 s |
| 8     | Lambros Kefalas   | Griechenland        | 10,62 s |

### Lauf 2

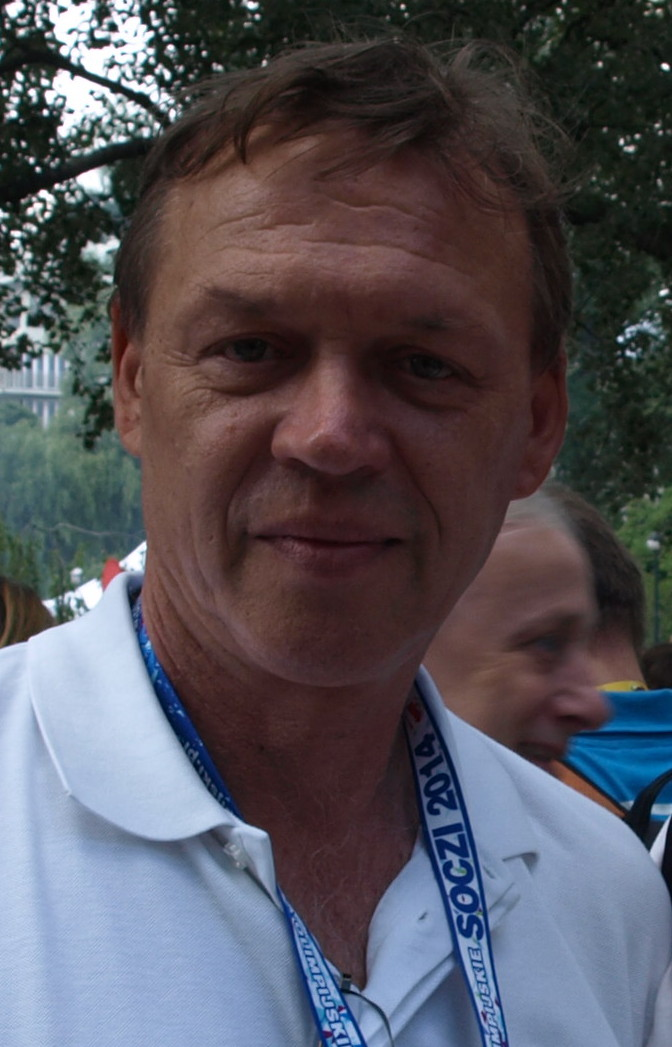
Leszek Dunecki (Foto: 2013) – ausgeschieden als Fünfter des zweiten Viertelfinals

Wind: +0,22 m/s
| Platz | Name              | Nation                  | Zeit    |
| ----- | ----------------- | ----------------------- | ------- |
| 1     | Alexander Aksinin | Sowjetunion             | 10,29 s |
| 2     | Donald Quarrie    | Jamaika                 | 10,29 s |
| 3     | Hermann Panzo     | Frankreich              | 10,29 s |
| 4     | Peter Okodogbe    | Nigeria                 | 10,34 s |
| 5     | Leszek Dunecki    | Polen                   | 10,40 s |
| 6     | Drew McMaster     | Großbritannien          | 10,42 s |
| 7     | Tomás González    | Kuba                    | 10,44 s |
| 8     | Gerardo Suero     | Dominikanische Republik | 10,57 s |

### Lauf 3
Wind: +0,19 m/s
| Platz | Name                   | Nation              | Zeit    |
| ----- | ---------------------- | ------------------- | ------- |
| 1     | Silvio Leonard         | Kuba                | 10,16 s |
| 2     | Marian Woronin         | Polen               | 10,27 s |
| 3     | Eugen Ray              | DDR                 | 10,30 s |
| 4     | Christopher Brathwaite | Trinidad und Tobago | 10,37 s |
| 5     | Andrei Schljapnikow    | Sowjetunion         | 10,41 s |
| 6     | Théophile Nkounkou     | Volksrepublik Kongo | 10,59 s |
| 7     | Hammed Adio            | Nigeria             | 10,67 s |
| 8     | Katsuhiko Nakaya       | Brasilien           | 10,70 s |

### Lauf 4

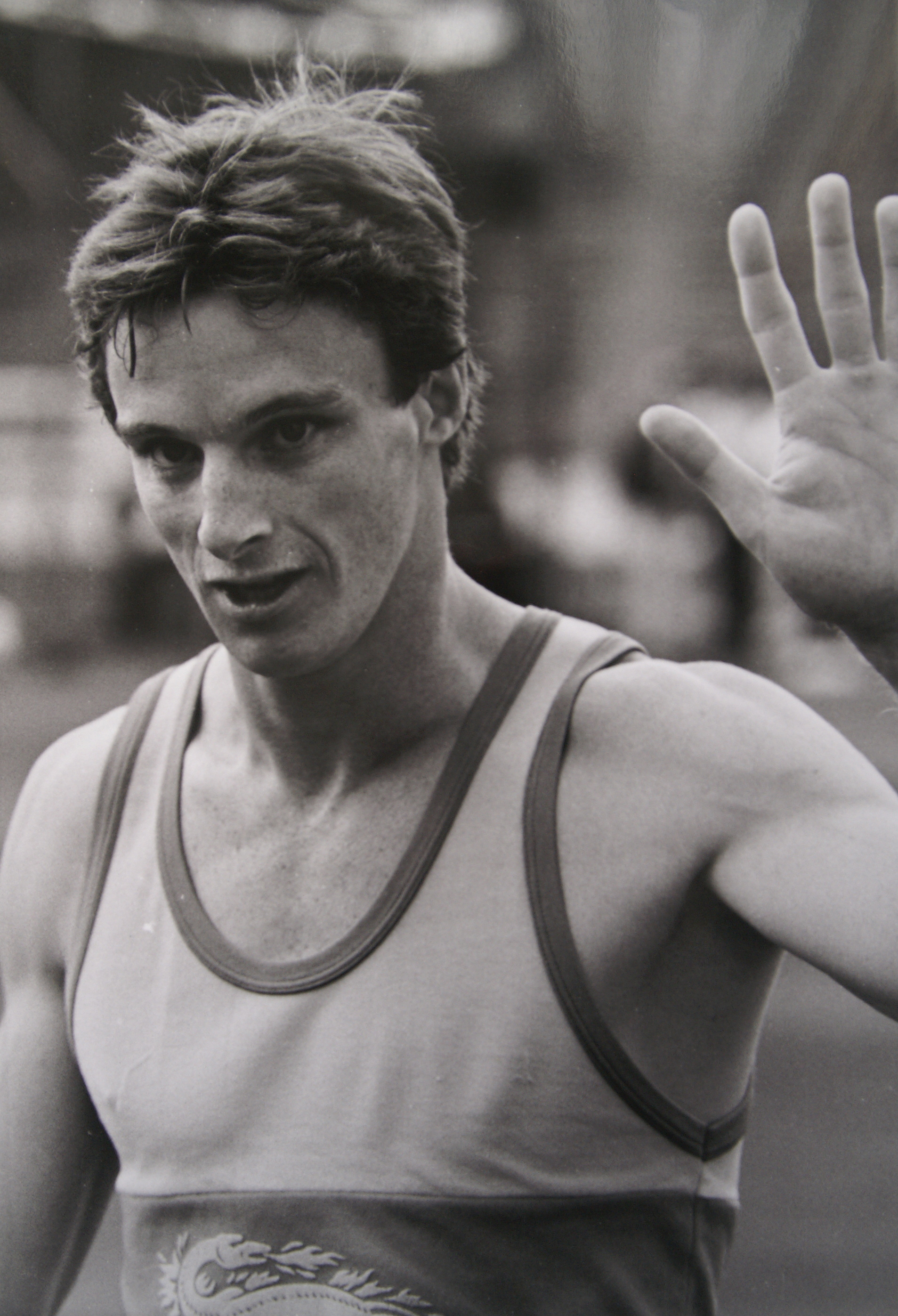
Antoine Richard – ausgeschieden als Fünfter des vierten Viertelfinals

Wind: +0,26 m/s
| Platz | Name                | Nation         | Zeit    |
| ----- | ------------------- | -------------- | ------- |
| 1     | James Gilkes        | Guyana         | 10,26 s |
| 2     | Grégoire Illorson   | Kamerun        | 10,29 s |
| 3     | Wladimir Murawjow   | Sowjetunion    | 10,34 s |
| 4     | Cameron Sharp       | Großbritannien | 10,38 s |
| 5     | Antoine Richard     | Frankreich     | 10,45 s |
| 6     | Klaus-Dieter Kurrat | DDR            | 10,54 s |
| 7     | Krzysztof Zwoliński | Polen          | 10,54 s |
| 8     | Samson Oyeledun     | Nigeria        | 10,73 s |

## Halbfinale
Datum: 25. Juli 1980, ab 18:00 Uhr

### Lauf 1

Pietro Mennea – ausgeschieden als Sechster des ersten Halbfinals

Wind: +0,44 m/s
| Platz | Name              | Nation         | Zeit    |
| ----- | ----------------- | -------------- | ------- |
| 1     | Petar Petrow      | Bulgarien      | 10,39 s |
| 2     | Silvio Leonard    | Kuba           | 10,40 s |
| 3     | Alexander Aksinin | Sowjetunion    | 10,45 s |
| 4     | Hermann Panzo     | Frankreich     | 10,45 s |
| 5     | Donald Quarrie    | Jamaika        | 10,55 s |
| 6     | Pietro Mennea     | Italien        | 10,58 s |
| 7     | Cameron Sharp     | Großbritannien | 10,60 s |
| 7     | Grégoire Illorson | Kamerun        | 10,60 s |

### Lauf 2

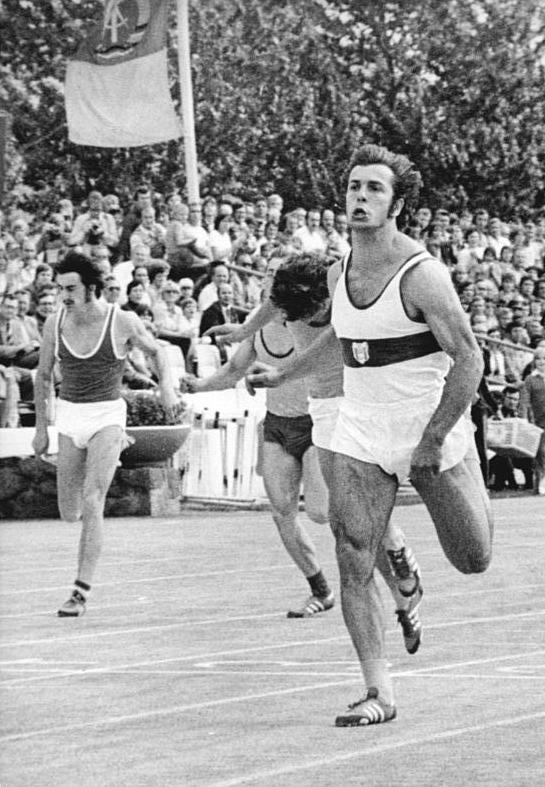
Eugen Ray (rechts) – ausgeschieden als Sechster des zweiten Halbfinals

Wind: +0,44 m/s
| Platz | Name                   | Nation              | Zeit    |
| ----- | ---------------------- | ------------------- | ------- |
| 1     | Allan Wells            | Großbritannien      | 10,27 s |
| 2     | Osvaldo Lara           | Kuba                | 10,34 s |
| 3     | Wladimir Murawjow      | Sowjetunion         | 10,42 s |
| 4     | Marian Woronin         | Polen               | 10,43 s |
| 5     | James Gilkes           | Guyana              | 10,44 s |
| 6     | Eugen Ray              | DDR                 | 10,47 s |
| 7     | Peter Okodogbe         | Nigeria             | 10,51 s |
| 8     | Christopher Brathwaite | Trinidad und Tobago | 10,54 s |

## Finale

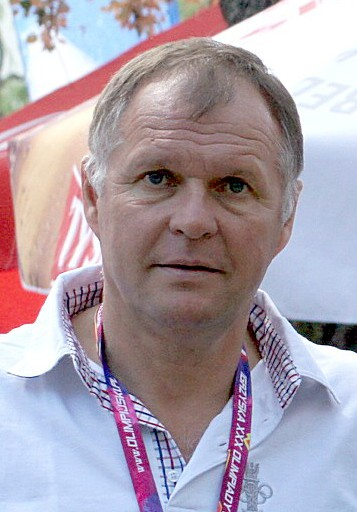
Der siebtplatzierte Marian Woronin (hier im Jahr 2012)

Datum: 25. Juli 1980, 20:15 Uhr
Wind: +1,11 m/s

Anmerkung: Zur Windangabe gibt es Unstimmigkeiten. In einer Quelle wird angemerkt, dass hier nicht korrekt abgelesen worden sei und der tatsächlich Wind eher bei −1,2 m/s gelegen habe.
| Platz | Name              | Nation         | Zeit    |
| ----- | ----------------- | -------------- | ------- |
| 1     | Allan Wells       | Großbritannien | 10,25 s |
| 2     | Silvio Leonard    | Kuba           | 10,25 s |
| 3     | Petar Petrow      | Bulgarien      | 10,39 s |
| 4     | Alexander Aksinin | Sowjetunion    | 10,42 s |
| 5     | Osvaldo Lara      | Kuba           | 10,43 s |
| 6     | Wladimir Murawjow | Sowjetunion    | 10,44 s |
| 7     | Marian Woronin    | Polen          | 10,46 s |
| 8     | Hermann Panzo     | Frankreich     | 10,49 s |

In Abwesenheit der US-amerikanischen Sprinter galten vor allem der Kubaner Silvio Leonard und der Brite Allan Wells als Favoriten. Nach dem Halbfinale wurde aus diesem Favoritenduo ein Trio: der Bulgare Petar Petrow hatte Leonard hauchdünn besiegt. Auch der Olympiazweite von 1976, der Jamaikaner Donald Quarrie, war wieder am Start. Er hatte jedoch nicht mehr die Form vergangener Erfolgsjahre und schied im Halbfinale aus.
Im Kampf um den Olympiasieg ging es so eng zu wie selten zuvor. Nur durch Auswertung der Zielfotografie konnten die Platzierungen um die Gold- und Silbermedaille ermittelt werden. Wells und Leonard waren klar vor ihren Konkurrenten mit 10,25 s zeitgleich im Ziel. Die Entscheidung fiel dann zugunsten des Briten. Allan Wells war Olympiasieger vor Silvio Leonard, Bronze sicherte sich Petar Petrow vor Alexander Aksinin aus der UdSSR.
Das Niveau auf dieser kurzen Sprintstrecke war erheblich beeinträchtigt. Vor allem das Fehlen der US-Athleten machte sich hier ganz besonders bemerkbar. Bei allen Spielen seit 1964 waren die Leistungen deutlich besser gewesen.
Petar Petrow gewann die erste bulgarische Medaille in dieser Disziplin.

## Videolinks
- 100m Final Olympic Games Moscow 1980.mpg, youtube.com, abgerufen am 24. Oktober 2021
- Allan Wells Powers To 100m Gold For Great Britain - Moscow 1980 Olympics, youtube.com, abgerufen am 24. Dezember 2017
- 1980 Olympics 100m Second Round, youtube.com, abgerufen am 24. Oktober 2021